# Sort (Catalonia)
Sort este o localitate în Spania în comunitatea Catalonia în provincia Lleida. În 2006 avea o populație de 2.238 locuitori.
1. ↑  Nomenclátor Geográfico de Municipios y Entidades de Población (20240402 edition)
2. ↑   https://www.pallarsdigital.cat/noticia/18515/baldo-farre-sumem-es-reelegit-alcalde-de-sort-amb-majoria-simple Lipsește sau este vid: |title= (ajutor)
3. 1 2   http://www.idescat.cat/pub/?id=aec&n=925&t=2016 Lipsește sau este vid: |title= (ajutor)